# Golpe de Estado no Haiti em junho de 1988
O golpe de Estado no Haiti em junho de 1988 ocorreu em 20 de junho de 1988, quando Henri Namphy derrubou Leslie Manigat. Manigat, que venceu a eleição presidencial controlada pelos militares em 1988, assumiu o cargo em 7 de fevereiro.
Em 14 de junho de 1988, uma série de remanejamentos militares foram feitos por Henri Namphy, incluindo a transferência do coronel Jean-Claude Paul para a sede do exército, e fazendo-lhe General Chefe Adjunto do Estado-Maior. Paul telefonou ao presidente Leslie Manigat para protestar contra o movimento, e no dia seguinte, Manigat emitiu um comunicado cancelando as mudanças, e dizendo que ele, como chefe constitucional do exército, não foi consultado. Em 19 de junho, Manigat afastou Namphy, sob a alegação de que ele havia estado a preparar um golpe de Estado. Em 20 de junho, Namphy depôs Manigat em um golpe de Estado, declarando-se presidente com o coronel Jean-Claude Paul ao seu lado.
O golpe foi seguido alguns meses depois pelo golpe de Estado de setembro de 1988 em que Prosper Avril derruba Henri Namphy.